# Diblo
Diblo (auch: Dibilo, Diblio, Djibilo, Jibilo) ist ein Dorf in der Landgemeinde Kokorou in Niger.

## Geographie
Das von einem traditionellen Ortsvorsteher (chef traditionnel) geleitete Dorf befindet sich rund 14 Kilometer westlich des Hauptorts Kokorou der gleichnamigen Landgemeinde, die zum Departement Téra in der Region Tillabéri gehört. Zu den Siedlungen in der näheren Umgebung von Diblo zählen Dossa Kourégou im Nordosten und Fonéko Tédjo im Westen.
Diblo liegt im Kokorou-Namga-Komplex, einem 66.829 Hektar großen Feuchtgebiet, das seit 2001 von der Ramsar-Konvention erfasst ist. Die Gegend südlich des Dorfes ist von Anabäumen und Wüstendatteln geprägt, während sich im Norden Felder für den Regenfeldbau erstrecken. Es herrscht das Klima der Sahelzone vor, mit einer durchschnittlichen jährlichen Niederschlagsmenge zwischen 300 und 400 mm.

## Geschichte

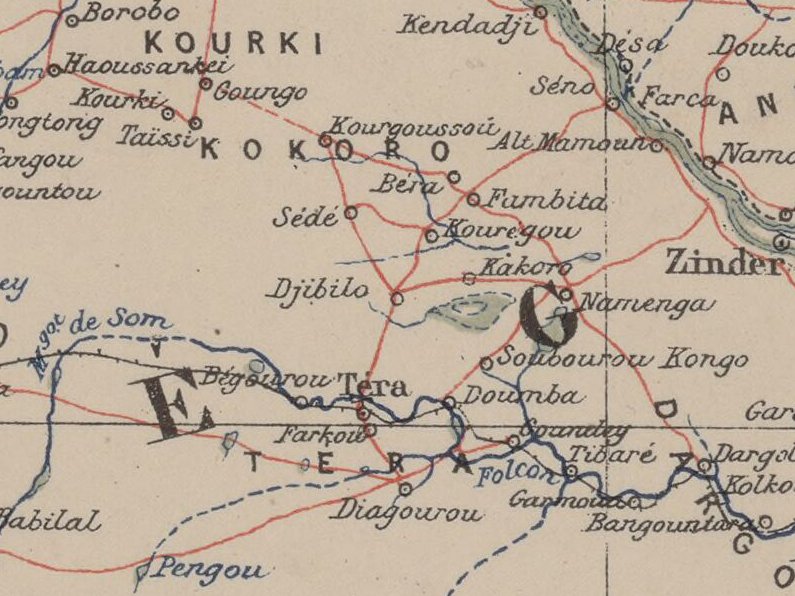
Ausschnitt einer Karte von 1903 mit Diblo (Djibilo) im Zentrum

Mutmaßliche Mitglieder der Terrororganisation Islamischer Staat – Sahel Provinz verübten am 15. April 2024 ein Massaker an der Zivilbevölkerung in Diblo. Sie töteten 13 Dorfbewohner und verletzten weitere, darunter eine Person schwer.

## Bevölkerung
Bei der Volkszählung 2012 hatte Diblo 795 Einwohner, die in 101 Haushalten lebten. Bei der Volkszählung 2001 betrug die Einwohnerzahl 599 in 90 Haushalten und bei der Volkszählung 1988 belief sich die Einwohnerzahl auf 3767 in 433 Haushalten.

## Kultur
In Diblo ist die Erzählkultur der Djesseré verankert. Das Dorf etablierte sich neben Firo Koira als ein Zentrum der Djesseré-Untergruppe Mâbo.

## Wirtschaft und Infrastruktur
Im Dorf wird ein Wochenmarkt abgehalten. Der Markttag ist Freitag. Es gibt eine Schule. Durch Diblo verläuft die 143,9 Kilometer lange Nationalstraße 39 zwischen Gothèye und Fonéko Tédjo. Es handelt sich in diesem Abschnitt um eine moderne Erdstraße.